# Pomezí nad Ohří
Pomezí nad Ohří (Duits: Mühlbach) is een gemeente in de Tsjechische regio Karlsbad. De gemeente ligt op 468 meter hoogte aan het Skalkameer, een stuwmeer in de rivier Eger.
Pomezí nad Ohří ligt zo'n 10 kilometer ten westen van Cheb, vlak bij de Duitse grens. Het dorp ligt aan de spoorlijn van Cheb naar Marktredwitz in Duitsland, maar heeft geen station.

Aš · 
Cheb · 
Dolní Žandov · 
Drmoul · 
Františkovy Lázně · 
Hazlov · 
Hranice · 
Krásná · 
Křižovatka · 
Lázně Kynžvart · 
Libá · 
Lipová · 
Luby · 
Mariënbad (Mariánské Lázně) · 
Milhostov · 
Milíkov · 
Mnichov · 
Nebanice · 
Nový Kostel · 
Odrava · 
Okrouhlá · 
Ovesné Kladruby · 
Plesná · 
Podhradí · 
Pomezí nad Ohří · 
Poustka · 
Prameny · 
Skalná · 
Stará Voda · 
Teplá · 
Trstěnice · 
Třebeň · 
Tři Sekery · 
Tuřany · 
Valy · 
Velká Hleďsebe · 
Velký Luh · 
Vlkovice · 
Vojtanov · 
Zádub-Závišín